# Ялина колюча
Яли́на колю́ча, блакитна або колорадська (Picea pungens Engelm.) — вид хвойних дерев родини соснових (Pinaceae).

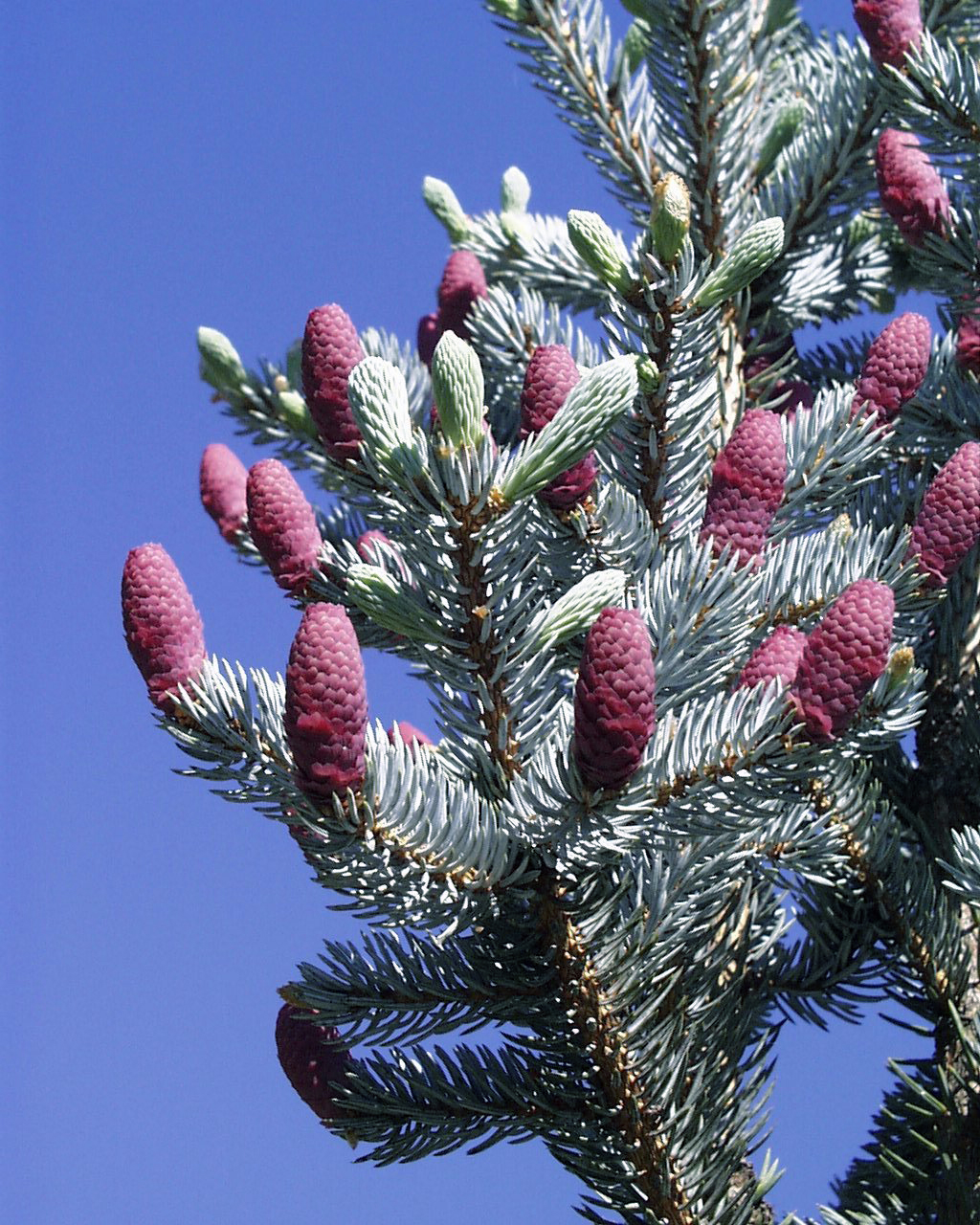
Листя та молоді шишки ялини колючої

Походить з західних районів Північної Америки, від півдня Айдахо та Вайомінга до Аризони і Нью-Мексико.
Форма крони конусоподібна, з правильним ярусно-кільчастим гілкуванням. Хвоя жорстка, гострокінцева з сивуватим восковим нальотом.
Росте не великих висотах від 1750-3000 м над рівнем моря, хоча не досягає лінії лісу. Дерево — поширене навколо струмків та у гірських долинах із високою вологістю.

## Форми
- Picea pungens f. Glauca
- Picea pungens 'Glauca Globosa'
- Picea pungens 'Hoopsii'
- Picea pungens 'Hoto'
- Picea pungens 'Iseli Fastigiata'
- Picea pungens 'Koster'
- Picea pungens 'Oldenburg'
- Picea pungens 'Thomsen'